# Фортеця Грозний
«Фортеця Грозний» — найбільший на Північному Кавказі автодром світового рівня, розташований у Грозному. У день відкриття 24 серпня 2015 року на ньому відбувся чемпіонат Росії з дрег-рейсінгу, у якому взяли участь гонщики з 30 регіонів Росії.

## Опис
Трасу прокладено у Шейх-Мансурівському районі Грозного, на місці колишнього нафтопереробного заводу. Площа автодрому становить 60 гектарів. На цій площі розташовуються траси для картингу (1314 м), кільцевих гонок (3086 м), автокросу (1250 м), джип-тріалу, парних гонок, дрифту та дрег-рейсінгу (1000 м). Є смуга «Сафарі» для мотоциклів та позашляховиків із перешкодами заввишки до 4 метрів та 30-градусними підйомами. Автодром може приймати змагання міжнародного рівня. Арена розрахована на 1600 глядачів.

## Змагання
У середньому протягом року на автодромі відбувається до 70 заходів різного рівня. Із числа всеросійських на автодромі пройшли змагання Формула-Майстер Росія в сезоні 2015 та етапи російської серії кільцевих перегонів 2016 та 2017 років.